# Morterone
Morterone là một đô thị trong tỉnh Lecco, trong vùng Lombardia của Ý, cự ly khoảng 50 km về phía đông bắc của Milan và khoảng 7 km về phía đông bắc của Lecco. Tại thời điểm ngày 31 tháng 12 năm 2004, đô thị này có dân số 38 – the lovề phía tây của any comune in Italy – người và diện tích là 13.8 km².
Morterone giáp các đô thị: Ballabio, Brumano, Cassina Valsassina, Cremeno, Lecco, Moggio, Vedeseta.